# Farkas Zoltán (filmrendező)
Farkas Zoltán (Budapest, 1913. július 11. – Budapest, 1980. június 18.) magyar filmrendező és vágó.

## Életpályája
A középiskola elvégzését követően 1931-ben a Hunnia filmgyárban kezdett dolgozni. 1933-ban György István filmrendező asszisztense, valamint Bánky Viktor rendező vágóasszisztense volt. 1937–1941 között vált ismertté; az egyik legfoglalkoztatottabb filmösszeállító volt. 1945 után a Mafilmnél dolgozott.
Legsikerültebb filmje, a Végre! (1941) című vígjáték és a Déryné életéről szóló Futótűz (1943) volt. Ő volt a második világháború alatt forgatott Negyedíziglen (1942) című propagandafilm készítője.

## Magánélete
1936-ban házasságot kötött Puzsér Ilonával. Két gyermekük született; Gabi és Zoltán.

## Filmjei

### Vágóként
- Az okos mama (1935)
- Köszönöm, hogy elgázolt (1935)
- Elnökkisasszony (1935)
- A nagymama (1935)
- A királyné huszárja (1936)
- Pókháló (1936)
- Fizessen, nagysád! (1937)
- Pesti mese (1937)
- 120-as tempó (1937)
- Az ember néha téved (1938)
- Sportszerelem (1938) (rendező is)
- Az örök titok (1938)
- Fekete gyémántok (1938)
- A papucshős (1938)
- Péntek Rézi (1938)
- A hölgy egy kissé bogaras (1938)
- Szervusz Péter! (1939)
- Gyimesi vadvirág (1939)
- Pusztai királykisasszony (1939)
- Toprini nász (1939)
- Isten tenyerén (1939)
- Tökéletes férfi (1939)
- Áll a bál (1939)
- Karosszék (1939)
- Hölgyek előnyben (1939)
- Halálos tavasz (1939)
- Az utolsó Vereczkey (1940)
- Párbaj semmiért (1940)
- Göre Gábor visszatér (1940)
- Gül Baba (1940)
- Erzsébet királyné (1940)
- Igaz vagy nem? (1940)
- Hazajáró lélek (1940)
- A szűz és a gödölye (1941)
- Tokaji aszú (1941)
- Beáta és az ördög (1941)
- Gyurkovics fiúk (1941)
- Végre! (1941) (rendező is)
- Életre ítéltek! (1941)
- Néma kolostor (1941)
- Kölcsönkért férjek (1942)
- Negyedíziglen (1942) (rendező is)
- Nehéz kesztyűk (1942)
- Razzia (1958)
- Merénylet (1959)
- Az óriás (1960)
- Kilenc perc… (1960)
- Szorongó varázs (1960)
- Csutak és a szürke ló (1961)
- Katonazene (1961)
- Délibáb minden mennyiségben (1962)
- Májusi fagy (1962)
- Házasságból elégséges (1962)
- Húsz évre egymástól (1962)
- Az utolsó vacsora (1962)
- A Tenkes kapitánya (1963)
- Kertes házak utcája (1963)
- Oldás és kötés (1963)
- Asszony a telepen (1963)
- A szélhámosnő (1963)
- Férjhez menni tilos (1963)
- Miért rosszak a magyar filmek? (1964)
- A helység kalapácsa (1965)
- Így jöttem (1965)
- Háry János (1965)
- Princ, a katona (1966-1967)
- Szegénylegények (1966)
- Patyolat akció (1966)
- A férfi egészen más (1966)
- Harlekin és szerelmese (1967)
- Jaguár (1967)
- Ezek a fiatalok (1967)
- Tüskevár (1967)
- Csend és kiáltás (1967)
- Csillagosok, katonák (1967)
- Mi lesz veled Eszterke? (1968)
- Eltávozott nap (1968)
- Holdudvar (1969)
- Fényes szelek (1969)
- A beszélő köntös (1969)
- Sirokkó (1969)
- A nagy kék jelzés (1970)
- Mérsékelt égöv (1970)
- Szép magyar komédia (1970)
- Szép lányok, ne sírjatok! (1970)
- Prés  (1971)
- Egy óra múlva itt vagyok… (1971)
- Horizont (1971)
- A gyilkos a házban van (1971)
- Égi bárány (1971)
- A halhatatlan légiós, akit csak péhovárdnak hívtak (1971)
- Még kér a nép (1972)
- Hekus lettem (1972)
- Romantika (1972)
- A vőlegény nyolckor érkezik (1972)
- Lányarcok tükörben (1973)
- Az idő ablakai (1973)
- Szabad lélegzet (1973)
- Nincs idő (1973)
- A locsolókocsi (1974)
- Hószakadás (1974)
- Szerelmem, Elektra (1974)
- Ha megjön József (1976)
- Azonosítás (1976)
- Küldetés (1977)
- A kedves szomszéd (1979)

### Rendezőként
- Egy tál lencse (1941)
- A hegyek lánya (1942)
- Kísértés (1942)
- Futótűz (1943)
- Gyanú (1944)
- Nászinduló (1944)
- Gerolsteini kaland (1957)

## Díjai
- a velencei filmfesztivál biennálé érme (1942) Negyedíziglen